# تل شمسين
تل شمسين، (بالحروف اللاتينية Tell Shamsine)، هو موقع أثري يقع على بعد 1.75 كم شمال شرق «عين عنجر» في محافظة البقاع في لبنان. يعود تاريخ تل البقاع كموقع أركيولوجي إلى تاريخ (على الأقل) إلى العصر الحجري الحديث.

## بداية حفريات التنقيب عن الآثار
تم مباشرة حفريات التنقيب سنة 1966 من طرف الأركيولوجيان (F. Fric, Lorraine Copeland) ف. فريك ولورين كوبلاند. يعود تاريخ الموقع إلى فترات مختلفة أبعدها تقريبيا إلى حضارة العصر الحجري الحديث.